# Славянский мост
Славя́нский мост — автодорожный металлический балочный мост через реку Славянку в Санкт-Петербурге.

## Расположение
Расположен в муниципальном округе Рыбацкое Невского района недалеко от устья реки Славянки, соединяет Шлиссельбургский и Советский проспекты. Ближайшая станция метрополитена (1,5 км) — «Рыбацкое». Ниже по течению расположен Рыбацкий мост.

## История
Славянский мост построен в 1997 году при создании единой транзитной магистрали в обход Рыбацкого проспекта, включавшей в себя часть проспекта Обуховской Обороны, Шлиссельбургский проспект и Советский проспект. Проект моста разработан институтом «Ленгипроинжпроект», авторы проекта: инженер Р. Р. Шипов и архитектор Ю. Г. Шиндин. Строительство моста с прилегающими участками набережной осуществляло СУ—2 треста «Ленмостострой».
Название моста присвоено распоряжением губернатора Санкт-Петербурга от 6 ноября 1997 года.

## Конструкция
Славянский мост — это трёхпролётный балочный металлический мост на железобетонных опорах, его длина составляет 40,76 м, ширина — 25,5 м. Перила металлические, сварные. С четырех сторон устоев моста сооружены бетонные лестничные спуски к воде. Вдоль реки под мостом с обеих сторон устроены пешеходные дорожки.

## Перспективы
Правительством Санкт-Петербурга утверждён проект реконструкции Советского проспекта с расширением его до четырёх полос. Данный проект предусматривает реконструкцию Славянского моста. Также в перспективе предполагается строительство трамвайной линии от ст. метро «Рыбацкое» до г. Колпино. В этом случае выше по течению Славянки будет сооружена трамвайная эстакада. Сроки реализации обоих проектов неизвестны.

## Галерея

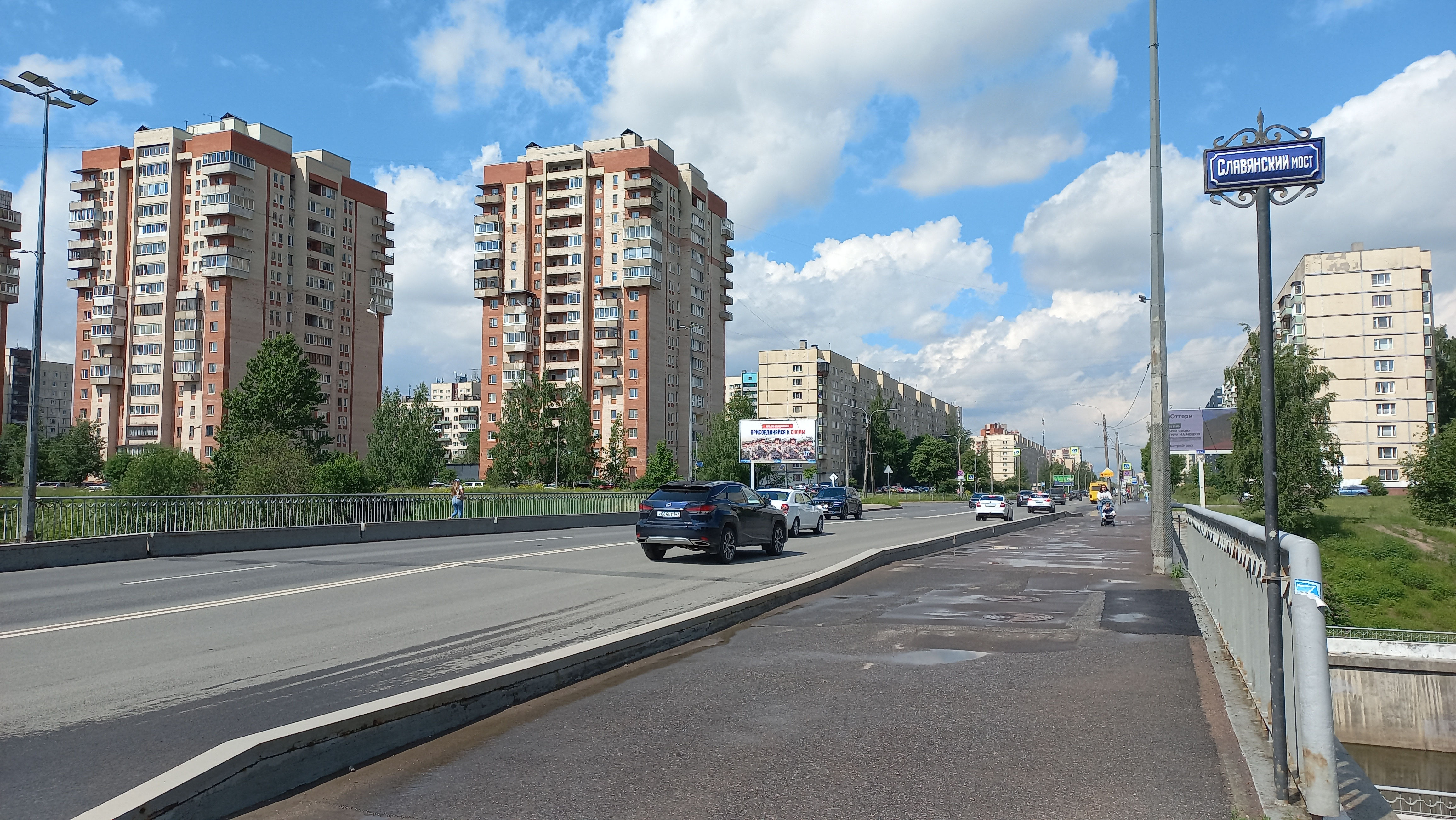
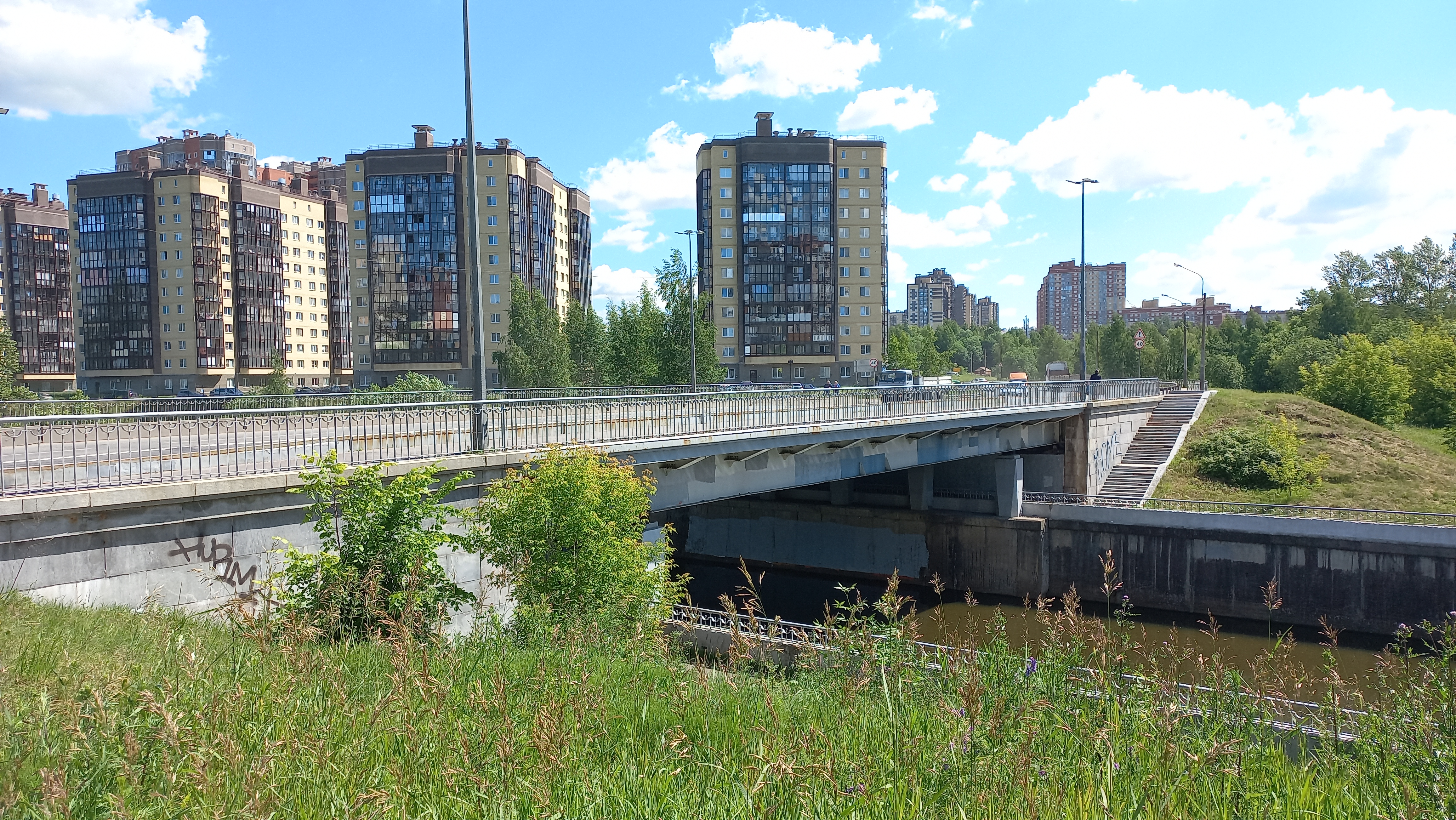
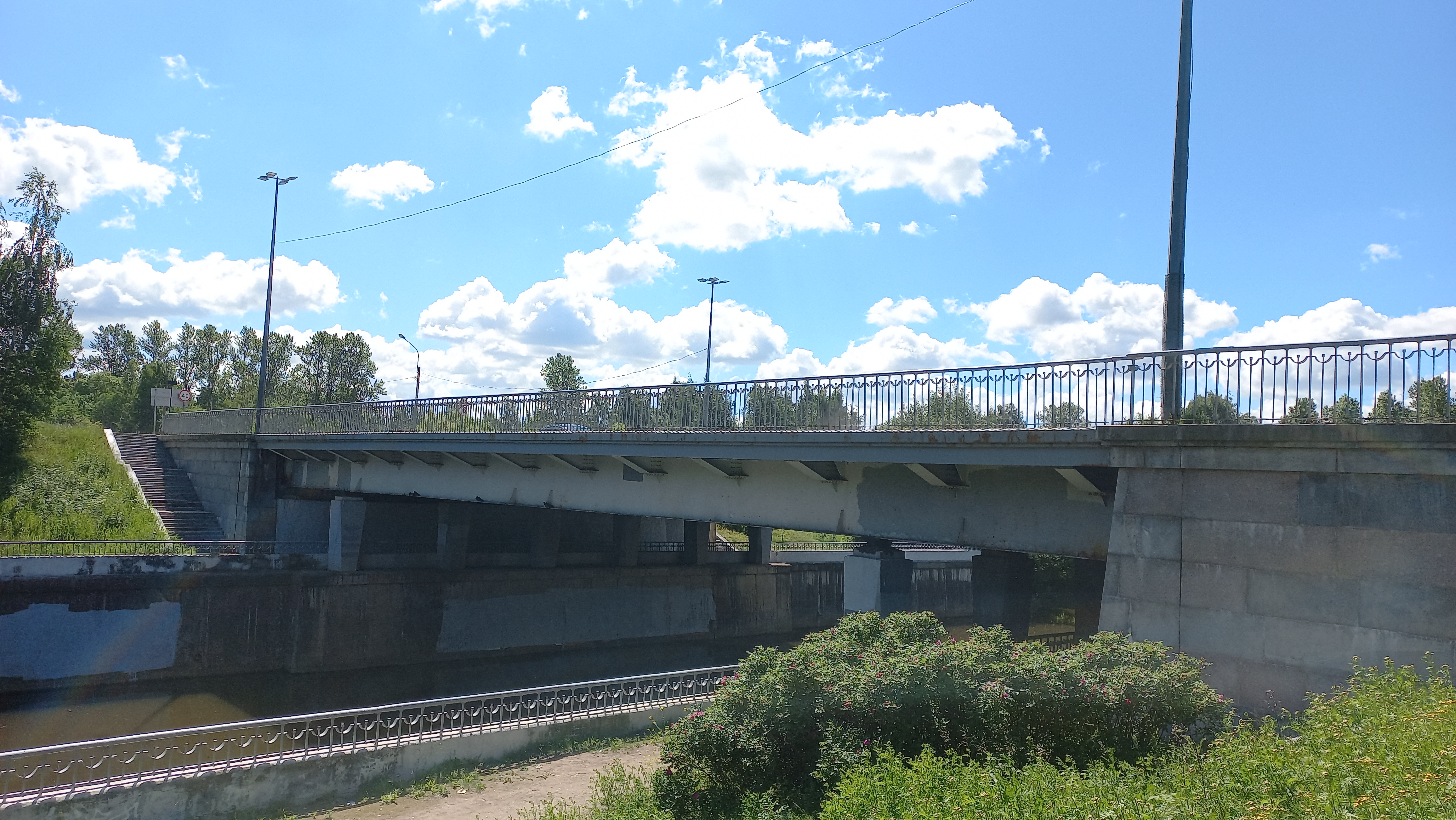